# HOT SUMMER NIGHTS/ホット・サマー・ナイツ
『HOT SUMMER NIGHTS/ホット・サマー・ナイツ』（Hot Summer Nights）は2018年のアメリカ合衆国の青春映画。イライジャ・バイナム監督のデビュー作で、出演はティモシー・シャラメとマイカ・モンローなど。

## ストーリー
1991年、マサチューセッツ州ケープコッド。ダニエル・ミドルトンは高校を卒業したばかりの青年で、人付き合いが苦手だった。ダニエルは夏休みを叔母の家で過ごすことにしたが、観光客が殺到する時期でもあったため、町に自分の居場所を見つけるのに難儀する羽目になった。そんなある日、ダニエルはハンター・ストロベリーと名乗る青年と出会った。ハンターは不良として有名で、観光客にマリファナを売って生計を立てていた。
大学進学を控えているダニエルだったが、遊び心を抑えることができず、ハンターと一緒にマリファナを売ることにした。そして、ハンターの妹、マッケイラと親密な関係になるに至った。ガールフレンドができて有頂天になるダニエルだったが、これが災難をもたらす原因になるとは予想していなかった。しかも、折悪しく、巨大ハリケーンがケープコッドに接近していた。

## キャスト
※括弧内は日本語吹替
- ダニエル・ミドルトン: ティモシー・シャラメ（入野自由） - 父を亡くして立ち直れないでいる青年。
- ハンター・ストロベリー: アレックス・ロー（英語版）（佐々木啓夫） - 地元ではワルで有名な男。
- マッケイラ・ストロベリー: マイカ・モンロー（早見沙織） - ハンターの妹。町で一番の美女と謳われる美貌の持ち主。
- フランク・カルフーン巡査部長: トーマス・ジェーン（牛山裕樹） - 町の警官。ハンターとマッケイラの父親とは旧友。
- エイミー・カルフーン: マイア・ミッチェル - フランクの娘。ハンターと恋仲に。
- デックス: エモリー・コーエン - 麻薬売買の元締。
- シェップ: ウィリアム・フィクナー（横島亘） - コカイン売買の元締。
- ポニーテール: ジャック・ケシー（英語版）

## 製作
イライジャ・バイナムが執筆した本作の脚本は2013年にブラックリスト入りを果たしていた。2015年3月26日、映画化に際し、バイナム自ら監督を務めることになったと報じられた。6月24日、ティモシー・シャラメ、マイカ・モンロー、アレックス・ローの出演が本作に出演するとの報道があった。8月、マイア・ミッチェル、エモリー・コーエン、トーマス・ジェーンがキャスト入りした。

## 公開
2017年3月13日、本作はサウス・バイ・サウスウェストでプレミア上映された。9月、A24とディレクTVが本作の全米配給権を獲得したと報じられた。2018年7月27日、本作は全米12館で限定公開されたが、公開初週末に1万ドル強しか稼ぎ出せなかった。

## 評価
本作に対する批評家からの評価は平凡なものに留まっている。映画批評集積サイトのRotten Tomatoesには34件のレビューがあり、批評家支持率は44%、平均点は10点満点で5.2点となっている。サイト側による批評家の見解の要約は「『HOT SUMMER NIGHTS/ホット・サマー・ナイツ』は魅力的な作品であり、古典的名作の幾つかを参照していることが容易に見て取れる。しかし、その魅力―カリスマ性のある若い俳優たちを含む―がつまらないストーリーによってかき消されるという場面がしばしばある。」となっている。また、Metacriticには18件のレビューがあり、加重平均値は44/100となっている。